# Typ 96 (transporter opancerzony)
Typ 96 APC (96式装輪装甲車, kyuu-roku-shiki-sourin-soukou-sya) – japoński kołowy transporter opancerzony produkowany przez firmę Komatsu. Wóz wprowadzono do służby w Japońskich Lądowych Siłach Samoobrony w 1996 roku.

## Opis konstrukcji
Załogę stanowią dwie osoby. Stanowisko kierowcy znajduje się po prawej stronie z przodu pojazdu, zaś silnik po lewej. Stanowisko dowódcy-strzelca znajduje się za kierowcą. Kierowca do dyspozycji posiada trzy peryskopy, które można zastąpić pasywnym peryskopem noktowizyjnym. Kadłub jest wykonany w całości ze spawanej konstrukcji stalowej pancerza z napędem 8 × 8. Obecnie Lądowe Siły Samoobrony używają 365 transporterów opancerzonych typu 96, które rozpoczęto wprowadzać do służby w roku 1996. Typ 96 jest używany głównie przez jednostki piechoty do transportu żołnierzy na pole bitwy. Pojazd jest również wyposażony w system ochrony przed bronią masowego rażenia zapewniający bezpieczeństwo załodze. Dodatkowo wóz wyposażony jest w system ostrzegający o namierzaniu wiązką lasera.